# Berengaria di Barcellona
Berenguela di Barcellona Berenguela anche in spagnolo, in asturiano, in aragonese, in portoghese, in galiziano (in portoghese e galiziano anche Berengária), Berenguera in catalano e Berengaria in basco. Berengaria in latino (Barcellona, 1116 – Palencia, 15 gennaio 1149) fu una principessa catalana e regina consorte di León e Castiglia.

## Origine
Berengaria secondo gli Ex Gestis Comitum Barcinonensium era la figlia primogenita del conte di Barcellona, Gerona, Osona e Carcassonne, Raimondo Berengario III e la sua seconda moglie, la contessa di Provenza e Gévaudan, Dolce I (1090-1129), figlia primogenita del Visconte di Millau, di Gévaudan, e di Carlat, Gilberto I di Gévaudan e della Contessa di Provenza, Gerberga, come viene confermato dalle Note dell'Histoire Générale de Languedoc, Tome II.

Secondo la Inquisitio circa comitatum Carcassonæ quomodo pervenerit ad comites Barcinonenses Raimondo Berengario III era l'unico figlio maschio del conte di Barcellona, Gerona, Osona e Carcassonne Raimondo Berengario II, detto testa di stoppa e di Matilde d'Altavilla (o Mafalda di Puglia), che secondo il cronista attivo in Italia in epoca normanna, a cavallo tra la fine dell'XI secolo e l'inizio del XII secolo, Guglielmo di Puglia, nel suo Gesta Roberti Wiscardi era la figlia primogenita del duca di Puglia e Calabria e conte di Sicilia Roberto il Guiscardo (anche l'Ex Gestis Comitum Barcinonensium ci conferma che era figlia del Guiscargo) e della principessa longobarda, Sichelgaita di Salerno.

Berengaria era sorella di Raimondo Berengario (1113 - 6 agosto 1162), futuro conte di Barcellona e principe d'Aragona per il matrimonio con Petronilla d'Aragona e di Berengario Raimondo(gennaio 1114- marzo 1144), futuro conte di Provenza.

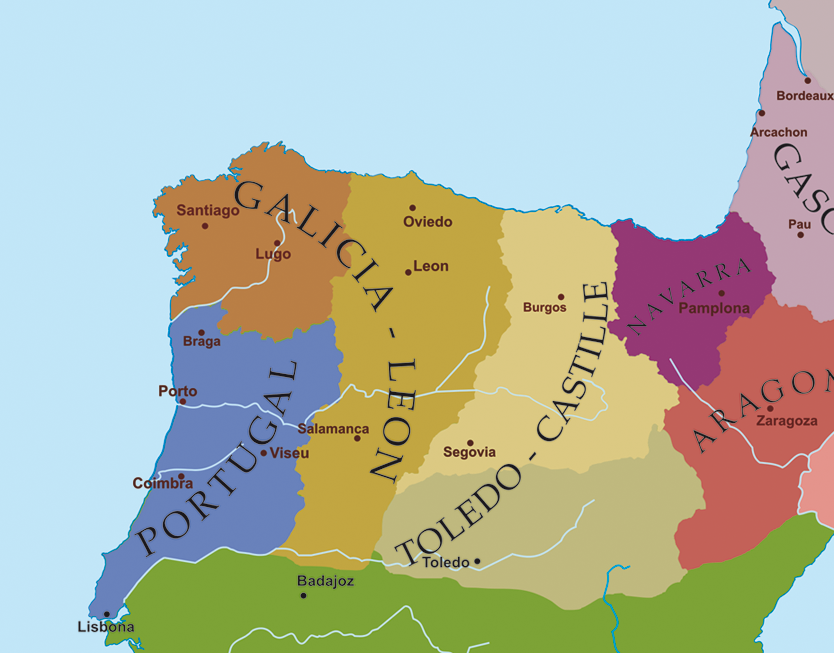
La penisola iberica, verso la seconda metà del XII secolo

## Biografia
Secondo la Chronica Adefonsi Imperatoris Berenguela, nel 1128, sposò il re di León e Castiglia, Alfonso VII, detto l'imperatorea Saldaña, (Palencia) come conferma anche il cronista, Rodrigo Jiménez de Rada, nel suo EX De Rebus Hispaniæ.

Il matrimonio viene confermato da diversi documenti di donazioni all'abbazia di Cluny:
- il nº 4038, datato 1132 (Ego rex Aldefonsus, cum uxore mea regina Berengaria)[11]
- il nº 4072, datato Luglio 1142 (Ego Aldefonsus Hyspanie imperator una cum uxore mea Berengaria)[12]
- il nº 4073, datato Agosto 1142 (Ego Aldefonsus Hyspanie imperator una cum uxore mea Berengaria)[13]
- il nº 4076, datato 1143 (Ego Aldefonsus Hyspanie imperator una cum uxore mea Berengaria)[14].

Berenguela poi è citata, assieme al fratello, Raimondo Berengario IV, nel testamento di suo padre, Raimondo Berengario III, dell'8 luglio 1130.
Dopo che il marito, Alfonso VII; aveva stabilito la supremazia su tutti i regni cristiani e aveva assunto, nel 1135, ed essersi fatto incoronare Imperatore, il 26 maggio nella Cattedrale di León, Berenguela ebbe una certa influenza sul marito nel normalizzare i rapporti tra Alfonso VII e il fratello di lei, il nuovo conte di Barcellona, Raimondo Berengario IV: infatti tra il 1139 ed il 1140 a Carrión de los Condes, suo marito, Alfonso VII, stipulò un trattato con il principe d'Aragona e conte di Barcellona Raimondo Berengario IV, che fissava i confini tra Castiglia ed Aragona e lo impegnava in una guerra di conquista contro la Navarra; dopo aver sconfitto il re di Navarra, García IV Ramírez, nel 1140, a Tudela, firmò, una pace separata, suggellata da un impegno matrimoniale per i propri figli, Bianca di Navarra e Sancho di Castiglia, con Garcia IV che si confermava suo vassallo, come riporta la Gran enciclopedia catalana.
Inoltre, nel 1143, a Zamora, negli stessi giorni in cui veniva sancita la pace tra Alfonso VII e il cugino Alfonso Henriquez, a cui fu riconosciuto il titolo di re del Portogallo (Alfonso I del Portogallo, detto il Conquistatore)., ancora per l'interessamento di Berenguela, Alfonso VII riconobbe il matrimonio tra il conte di Barcellona Raimondo Berengario IV e Petronilla di Aragona, erede al trono d'Aragona, accettando così l'unione di tutte le contee catalane con l'Aragona e di fatto un grande regno d'Aragona.
Berenguela morì a Palencia, nel gennaio 1149, come riporta il Diccionario biográfico español, Real Academia de la Historia; gli Anales Toledanos reportado la morte di Berenguela nel Febbraio 1149 (Muriò la Emperadriz en el mes de Febrero, Era MCLXXXVII).
Dopo la sua morte, il corpo della regina Berenguela venne trasportato in Galizia e inumato nella Cattedrale di Santiago di Compostela, come riporta il Diccionario biográfico español, Real Academia de la Historia.

## Figli
Berenguela diede ad Alfonso sette figli:
- Sancho III di Castiglia (1134 - 1158)], come conferma il De Rebus Hispaniæ di Rodrigo Jiménez de Rada[10], che fu re di Castiglia, come conferma il Chronicon Burgense (Rex Sancius filius Imperatoris)[23]
- Raimondo di Castiglia (circa 1136 - 1151), citato in un documento datato 1136 (Raymundo filio Adefonsi imperatoris et domine Berengarie)[16]
- Ferdinando II di León (1137 - 1188)[10], re di León, come confermano gli Annales Compostellani (Fernandus Rex Legionis)[24]
- Costanza di Castiglia (1138 - 6 ottobre 1160), sposata nel 1154 con il re Luigi VII di Francia, citata erroneamente col nome di Elisabeth (Elisabeth nupsit Ludovico Regi Francorum) da Rodrigo Jiménez de Rada[10]
- Sancha di León e Castiglia (1139 - 5 agosto 1177), come riporta il De Rebus Hispaniæ di Rodrigo Jiménez de Rada, citata erroneamente col nome di Beatiam[10]sposata nel 1153 con il re Sancho VI di Navarra, come riportano gli Anales Toledanos (la Reyna de Navarra, filla del Emperador)[25]
- Garcia di Castiglia (marzo 1142 - settembre o dicembre 1146), come riportano gli Annales Compostellani (Garsias Infans, filius Ald. Imperatoris)[24]
- Alfonso di Castiglia (circa 1145 - prima del gennaio 1149), citato nelle Memorias de las reynas catholicas, vol. 1[26].

## Ascendenza
|                                       |   |                             | Genitori                  |  |  | Nonni |  |  | Bisnonni                            |  |  | Trisnonni                           |  |
|                                       |   |                             |                           |  |  |       |  |  | Raimondo Berengario I di Barcellona |  |  | Berengario Raimondo I di Barcellona |  |
|                                       |   |                             |                           |  |  |       |  |  | Raimondo Berengario I di Barcellona |  |  | Berengario Raimondo I di Barcellona |  |
|                                       |   | Sancha Sánchez di Castiglia |                           |  |  |       |  |  | Raimondo Berengario I di Barcellona |  |  |                                     |  |
| Raimondo Berengario II di Barcellona  |   |                             |                           |  |  |       |  |  | Raimondo Berengario I di Barcellona |  |  |                                     |  |
|                                       |   | Almodis de La Marche        | Bernardo I de La Marche   |  |  |       |  |  |                                     |  |  |                                     |  |
|                                       |   | Almodis de La Marche        | Bernardo I de La Marche   |  |  |       |  |  |                                     |  |  |                                     |  |
|                                       |   | Almodis de La Marche        | Almodia/Adalmoda          |  |  |       |  |  |                                     |  |  |                                     |  |
| Raimondo Berengario III di Barcellona |   | Almodis de La Marche        |                           |  |  |       |  |  |                                     |  |  |                                     |  |
|                                       |   | Roberto il Guiscardo        | Tancredi d'Altavilla      |  |  |       |  |  |                                     |  |  |                                     |  |
|                                       |   | Roberto il Guiscardo        | Tancredi d'Altavilla      |  |  |       |  |  |                                     |  |  |                                     |  |
|                                       |   | Roberto il Guiscardo        | Fresenda                  |  |  |       |  |  |                                     |  |  |                                     |  |
| Matilde d'Altavilla                   |   | Roberto il Guiscardo        |                           |  |  |       |  |  |                                     |  |  |                                     |  |
|                                       |   | Sichelgaita di Salerno      | Guaimario IV di Salerno   |  |  |       |  |  |                                     |  |  |                                     |  |
|                                       |   | Sichelgaita di Salerno      | Guaimario IV di Salerno   |  |  |       |  |  |                                     |  |  |                                     |  |
|                                       |   | Sichelgaita di Salerno      | Gemma di Capua            |  |  |       |  |  |                                     |  |  |                                     |  |
| Berengaria di Barcellona              |   | Sichelgaita di Salerno      |                           |  |  |       |  |  |                                     |  |  |                                     |  |
|                                       | … | …                           |                           |  |  |       |  |  |                                     |  |  |                                     |  |
|                                       | … | …                           |                           |  |  |       |  |  |                                     |  |  |                                     |  |
|                                       | … | …                           |                           |  |  |       |  |  |                                     |  |  |                                     |  |
| Gilbert I, conte di Gévaudan          | … |                             |                           |  |  |       |  |  |                                     |  |  |                                     |  |
|                                       |   | …                           | …                         |  |  |       |  |  |                                     |  |  |                                     |  |
|                                       |   | …                           | …                         |  |  |       |  |  |                                     |  |  |                                     |  |
|                                       |   | …                           | …                         |  |  |       |  |  |                                     |  |  |                                     |  |
| Dolce I di Provenza                   |   | …                           |                           |  |  |       |  |  |                                     |  |  |                                     |  |
|                                       |   | Goffredo I di Provenza      | Guglielmo II di Provenza  |  |  |       |  |  |                                     |  |  |                                     |  |
|                                       |   | Goffredo I di Provenza      | Guglielmo II di Provenza  |  |  |       |  |  |                                     |  |  |                                     |  |
|                                       |   | Goffredo I di Provenza      | Gerberga di Borgogna      |  |  |       |  |  |                                     |  |  |                                     |  |
| Gerberga di Provenza                  |   | Goffredo I di Provenza      |                           |  |  |       |  |  |                                     |  |  |                                     |  |
|                                       |   | Stefania di Marsiglia       | Guglielmo II di Marsiglia |  |  |       |  |  |                                     |  |  |                                     |  |
|                                       |   | Stefania di Marsiglia       | Guglielmo II di Marsiglia |  |  |       |  |  |                                     |  |  |                                     |  |
|                                       |   | Stefania di Marsiglia       | …                         |  |  |       |  |  |                                     |  |  |                                     |  |
|                                       |   | Stefania di Marsiglia       |                           |  |  |       |  |  |                                     |  |  |                                     |  |

### Fonti primarie
- (LA)  Rerum Gallicarum et Francicarum Scriptores, tomus XI.
- (LA)  Rerum Gallicarum et Francicarum Scriptores, tomus XII.
- (LA)  #ES España sagrada, Volume 23.
- (LA)  Histoire Générale de Languedoc, Tome IV, Notess.
- (LA)  Monumenta Germaniae Historica, Scriptores, Tomus XXIII.
- (LA)  Monumenta Germaniae Historica, Scriptores, Tomus IX.
- (LA)  Recueil des chartes de l'abbaye de Cluny. Tome 5.

### Letteratura storiografica
- Rafael Altamira, La Spagna (1031-1248), in «Storia del mondo medievale», vol. V, 1999, pp.865–896
- Edgar Prestage, "Il Portogallo nel Medioevo", in «Storia del mondo medievale», vol. VII, 1999, pp.576–610
- (FR)  Histoire générale de Languedoc, Notes, tomus II.
- (ES)  #ES Memorias de las reynas catholicas, vol. 1.
- (EN)  The World of El Cid: Chronicles of the Spanish Reconquest.